# Schloss Neuenburg (Lettland)

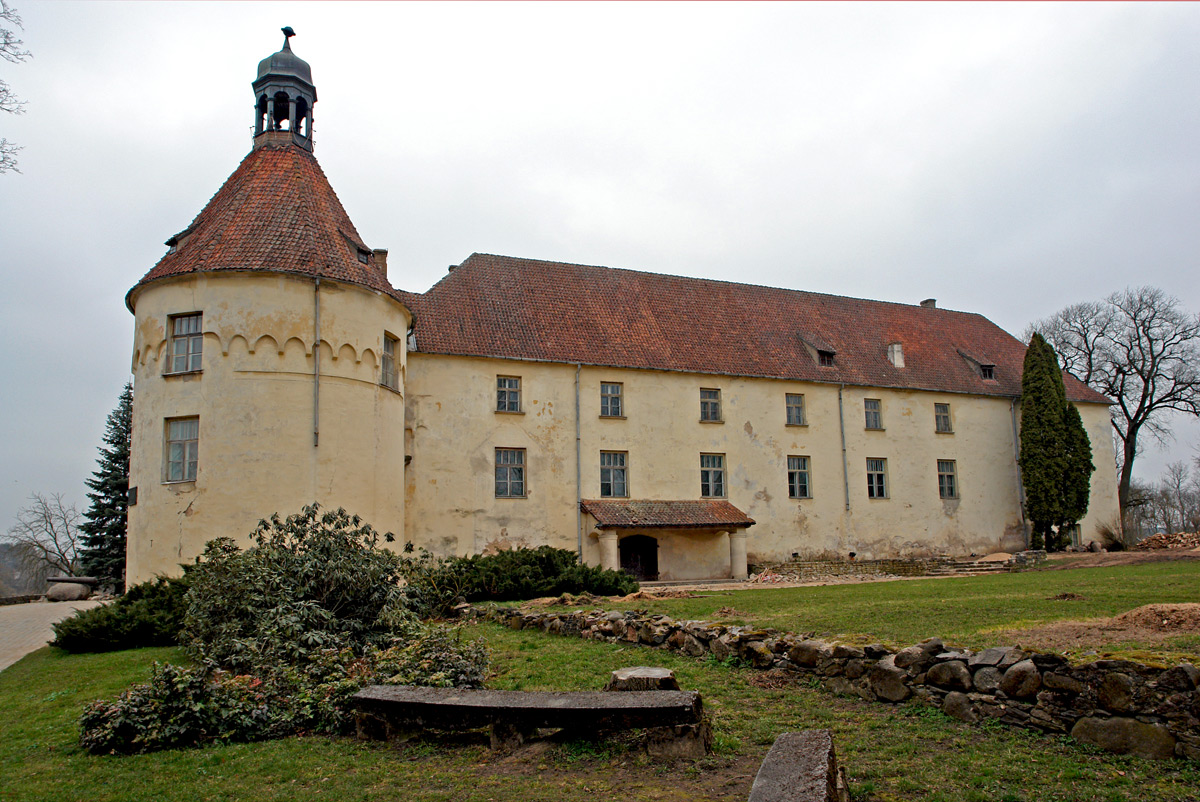
Jaunpils, Schloss Neuenburg

Schloss Neuenburg (lettisch Jaunpils pils) ist ein auf eine Ordensburg zurückgehendes Schloss in der lettischen Gemeinde Jaunpils und steht als Architekturdenkmal unter Denkmalschutz.

## Geschichte
Schloss Neuenburg wurde als „Nuwenburg“ 1411 erstmals erwähnt und wahrscheinlich in der zweiten Hälfte des 14. Jahrhunderts oder zu Beginn des 15. Jahrhunderts erbaut. Für die in touristischen Informationen oft zu lesende Behauptung, das Schloss sei bereits 1301 errichtet worden, gibt es keinen Beleg, denn in dieser Zeit befand sich der livländische Orden im Krieg mit der Stadt Riga und hatte weder Ressourcen noch Zeit für den Bau einer Burg.
Im 15. Jahrhundert wurden die Befestigungen der Anlage verstärkt und ein Turm in der südöstlichen Ecke errichtet. 1576 ging das Schloss von der Komturei Dobeln an Mathias von der Recke über. Sein Enkel, Matthias Dietrich von der Recke (1608–1652), führte den Umbau der Burg zu einem Schloss durch, einschließlich des Baus eines dritten Stockwerks. Das Schloss war bis 1920 im Besitz seiner Nachkommen. Die Dichterin Elisa von der Recke lebte von 1771 bis 1776 als Ehefrau des Offiziers und Kammerherrn Georg Peter Magnus von der Recke (1739–1795) auf Schloss Neuenburg.
In der Revolution wurde das Schloss 1905 niedergebrannt und anschließend nach Plänen von Wilhelm Bockslaff wiederaufgebaut. Zwischen 1920 und 1960 wurde die Anlage für Viehwirtschaft genutzt. 1960 erfolgte der Umbau an die Bedürfnisse eines Kulturzentrums. Seit 1991 ist das Schloss im Besitz der Gemeinde und wird für öffentliche Zwecke genutzt.

## Architektur
Das Schloss wurde aus Naturstein- sowie Mauerziegeln errichtet und unregelmäßigen, viereckigen Grundriss mit einer Größe von 41 × 30 Metern. Der im 15. Jahrhundert errichtete Rundturm besitzt einen Durchmesser von 11,5 Metern.